# توني سميث (لاعب كرة قدم)
توني سميث (بالإنجليزية: Tony Smith)‏ هو مدرب كرة قدم ولاعب كرة قدم بريطاني، ولد في 28 أكتوبر 1973 في بلزهيل ‏ في المملكة المتحدة. لعب مع دندي يونايتد ونادي ستنهاوسموير وهارت أوف ميدلوثيان.

## وصلات خارجية
- أنتوني سميث على موقع قاعدة بيانات كرة القدم.إي يو (الإنجليزية)
- أنتوني سميث على موقع Soccerbase.com (لاعب) (الإنجليزية)